# Vårby gård (Stockholms tunnelbana)
Vårby gård ist eine oberirdische Station der Stockholmer U-Bahn. Sie befindet sich im Stadtteil Vårby der Gemeinde Huddinge. Die Station wird von der Röda linjen des Stockholmer U-Bahn-Systems bedient. Sie zählt zu den eher mäßig frequentierten Stationen des U-Bahn-Netzes. An einem normalen Werktag steigen hier 3.850 Pendler zu und um.
Die Station wurde am 1. Oktober 1972 in Betrieb genommen, als der Abschnitt der Röda linjen zwischen Vårberg und Fittja eingeweiht wurde. Die Bahnsteige befinden sich oberirdisch im Einschnitt. Die Station liegt zwischen den Stationen Vårberg und Masmo. Bis zum Stockholmer Hauptbahnhof sind es etwa zwölf Kilometer.

## Belege
1. ↑  Fakta om SL och länet 2019. (PDF; 18 MB) Zusteigende an einem Winterwerktag 2019. SLL, 14. Dezember 2020, archiviert vom Original (nicht mehr online verfügbar) am 27. Dezember 2020; abgerufen am 30. Dezember 2020 (schwedisch).  Info: Der Archivlink wurde automatisch eingesetzt und noch nicht geprüft. Bitte prüfe Original- und Archivlink gemäß Anleitung und entferne dann diesen Hinweis.

| Vorherige Station | Tunnelbanan | Nächste Station  |
| ----------------- | ----------- | ---------------- |
| Vårberg ← Ropsten | T13         | Masmo Norsborg → |